# Skam France
Skam France (stiliserad som SKAM) är en fransk-belgisk nätbaserad TV-serie, baserad på den norska förlagan Skam. Serien hade premiär 5 februari 2018, och visades digitalt på France.tv Slash (France Télévisions) i Frankrike samt RTBF Auvio i Belgien. Serien har även visats på kanalen La Trois (RTBF) och France 4. I Sverige har serien visats av UR.

## Bakgrund och handling
Skam France är baserad på den norska förlagan, Skam. Den norska förlagan följde ett antal gymnasieelevers vardag och liv, på ett sätt som påminde om den brittiska TV-serien Skins. Under varje säsong följer man en central person, som ett antal andra huvudsakliga personer kretsar kring, några av dem återkommande genom serien. NRK P3, som låg bakom serien, var positivt inställd till adaptioner, och 18 september 2017 tillkänagav Frankrike, tillsammans med Belgien, att man skulle göra en egen produktion av serien. Även USA, Tyskland, Italien, Spanien och Nederländerna har gjort egna produktioner. Serien hade premiär på France.tv Slash et RTBF Auvio 5 februari 2018. På La Trois började sändningar 11 februari samma år.
Adaptionerna av den norska serien, såsom den franska, har följt ett liknande mönster. Det gäller även huvudkaraktärerna, även om man har bytt en del detaljer liksom namn på dem. Den första säsongen i Skam France följer Emma Borgès, som motsvarar Eva Kviig Mohn i den norska serien, och hennes självacceptans. Den andra säsongen följer Manon Demissy, som motsvarar Noora Amalie Sætre i den norska serien, och skildrar frågan om nätmobbning och sexuellt övergrepp. Under den tredje säsongen följer man Lucas Lallemant, som motsvarar Isak Valtersen i den norska förlagan, och hur han brottas med sin homosexualitet och att komma ut ur garderoben, men skildrar även bland annat bipolär sjukdom. Under den fjärde säsongen följer man Imane Bakhellal, som motsvarar Sana Bakkoush i den norska förlagan, och fokuserar mycket på hennes tro och religion.
Den norska förlagan bestod bara av fyra säsonger. Skam France har förlängts med en femte och en sjätte säsong, och senare en sjunde och åttonde säsong visad våren 2021 samt en nionde och tionde för våren 2022. Den femte säsongen kretsar kring Arthur Broussard, som motsvaras av Mahdi Disi i den norska förlagan (men som således inte fick en egen säsong), och skildrar frågor som rör hur svårt det kan vara att stå upp mot nedsättande eller elaka vuxna, samt hur det är att leva med osynliga handikapp (såsom dövhet). Den sjätte säsongen kretsar kring Lola Lecomte, syster till Daphné Lecomte, och drogberoende och självdestruktion. Daphné Lecomtes norska motsvarighet är Vilde Hellerud Lien, men Lola Lecomte har lagts till i den franska produktionen och förekommer inte i den norska förlagan. Säsong sju och framåt kretsar kring Lolas kompisgäng, "la mif", när de tidigare huvudkaraktärerna gått ut Lycée och huvudkaraktärerna heter Tiffany Prigent i säsong sju, Bilal Cherif i säsong åtta, Maya Etienne i säsong nio och Anaïs i säsong tio.

## Medverkande
| Skådespelare         | Roll                      | Norsk motsvarighet                        | Roll per säsong | Roll per säsong | Roll per säsong | Roll per säsong | Roll per säsong | Roll per säsong |
| Skådespelare         | Roll                      | Norsk motsvarighet                        | 1               | 2               | 3               | 4               | 5               | 6               |
| -------------------- | ------------------------- | ----------------------------------------- | --------------- | --------------- | --------------- | --------------- | --------------- | --------------- |
| Philippine Stindel   | Emma Borgès               | Eva Kviig Mohn                            | huvudroll       | biroll          | biroll          | biroll          | biroll          | biroll          |
| Marilyn Lima         | Manon Demissy             | Noora Amalie Sætre                        | biroll          | huvudroll       | biroll          | biroll          |                 | inbjuden        |
| Axel Auriant         | Lucas Lallemant           | Isak Valtersen                            | biroll          | biroll          | huvudroll       | biroll          | biroll          | biroll          |
| Assa Sylla           | Imane Bakhellal           | Sana Bakkoush                             | biroll          | biroll          | biroll          | huvudroll       | biroll          | biroll          |
| Robin Migné          | Arthur Broussard          | Mahdi Disi                                |                 |                 | biroll          | biroll          | huvudroll       | biroll          |
| Flavie Delangle      | Lola Lecomte              | -                                         |                 |                 |                 |                 | inbjuden        | huvudroll       |
| Lula Cotton Frapier  | Daphné Lecomte            | Vilde Hellerud Lien                       | biroll          | biroll          | biroll          | biroll          | biroll          | biroll          |
| Coline Preher        | Alexia « Alex » Martineau | Christina « Chris » Berg                  | biroll          | biroll          | biroll          | biroll          | biroll          | biroll          |
| Léo Daudin           | Yann Cazas                | Jonas Noah Vasquez                        | biroll          | biroll          | biroll          | biroll          | biroll          | biroll          |
| Théo Christine       | Alexandre « Alex » Delano | Christoffer « Penetrator Chris » Schistad | biroll          | biroll          | biroll          | biroll          |                 |                 |
| Michel Biel          | Charles Munier            | William Magnuson                          | biroll          | biroll          |                 | biroll          |                 | inbjuden        |
| Zoé Marchal          | Ingrid Spielman           | Ingrid Theis Gaupseth                     | återkommande    | inbjuden        |                 | biroll          |                 |                 |
| Maxence Danet-Fauvel | Eliott Demaury            | Even Bech Næsheim                         |                 |                 | biroll          | biroll          | biroll          | biroll          |
| Paul Scarfoglio      | Basile Savary             | Magnus Fossbakken                         |                 |                 | biroll          | biroll          | biroll          | biroll          |
| Laïs Salameh         | Sofiane                   | Yousef Acar                               |                 |                 |                 | biroll          | inbjuden        | inbjuden        |
| Moussa Sylla         | Idriss Bakhellal          | Elias Bakkoush                            |                 |                 |                 | biroll          |                 |                 |
| Winona Guyon         | Noée Daucet               | -                                         |                 |                 |                 |                 | biroll          |                 |
| Ayumi Roux           | Maya                      | -                                         |                 |                 |                 |                 |                 | biroll          |

### Galleri

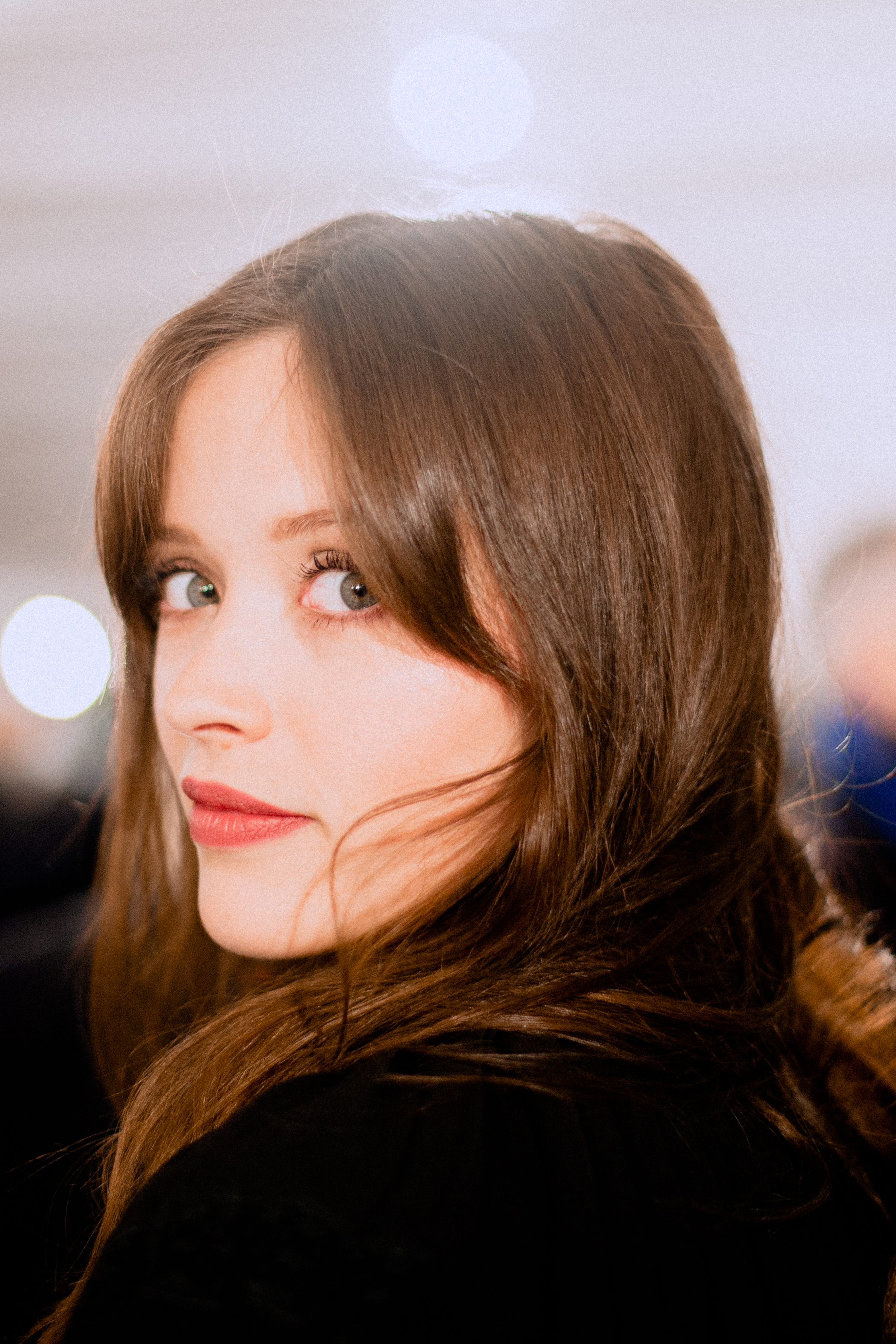
Skådespelaren Marilyn Lima, som spelar Manon Demissy i serien.
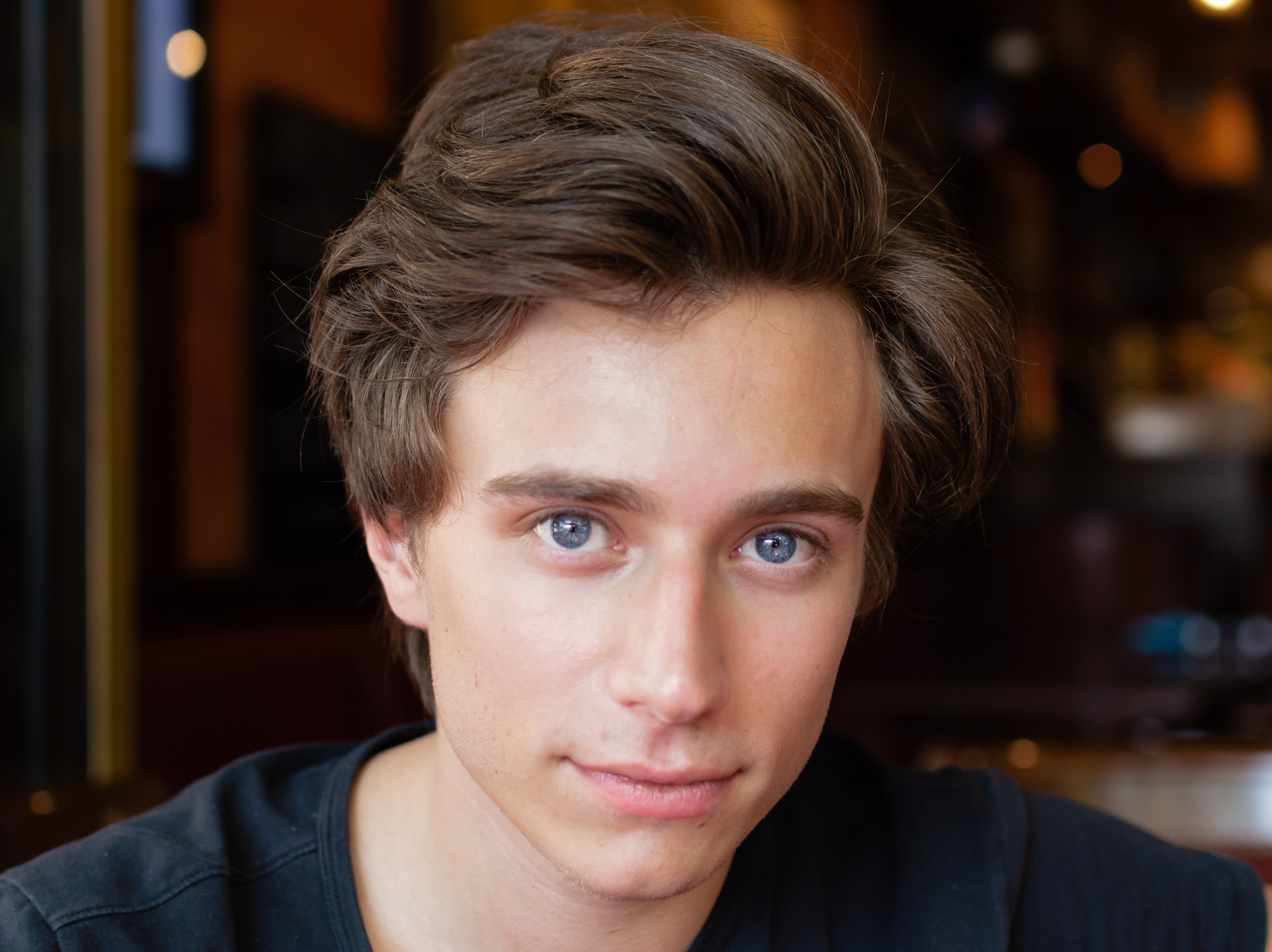
Axel Auriant, som spelar Lucas Lallemant i serien.
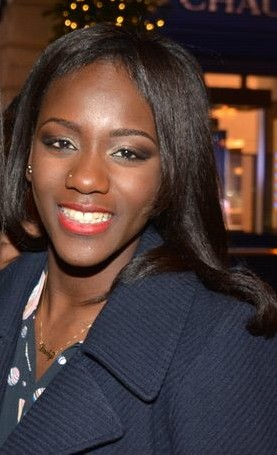
Assa Sylla, som spelar Imane Bakhellal i serien.
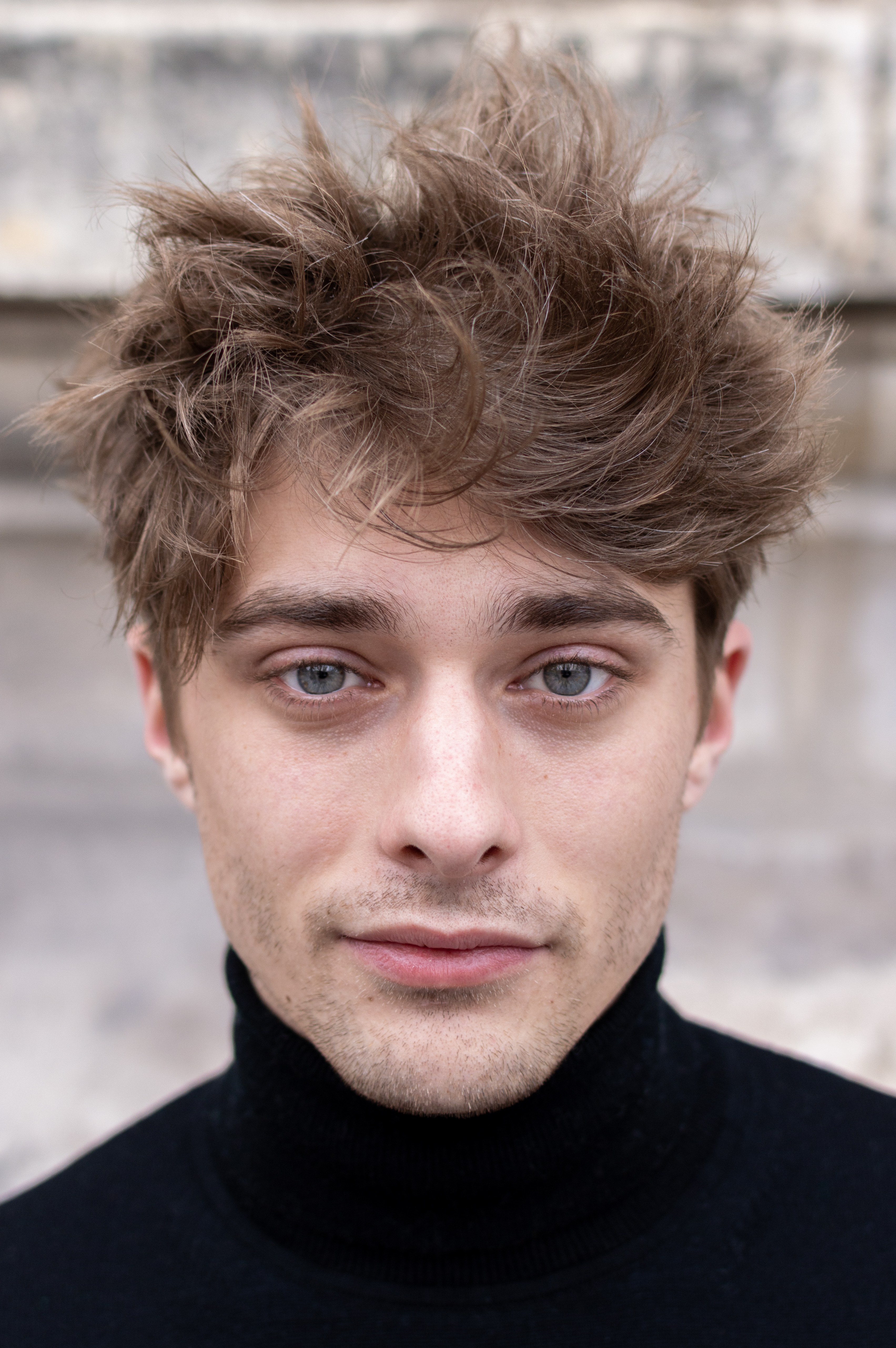
Maxence Danet-Fauvel, som spelar Eliott Demaury i serien.
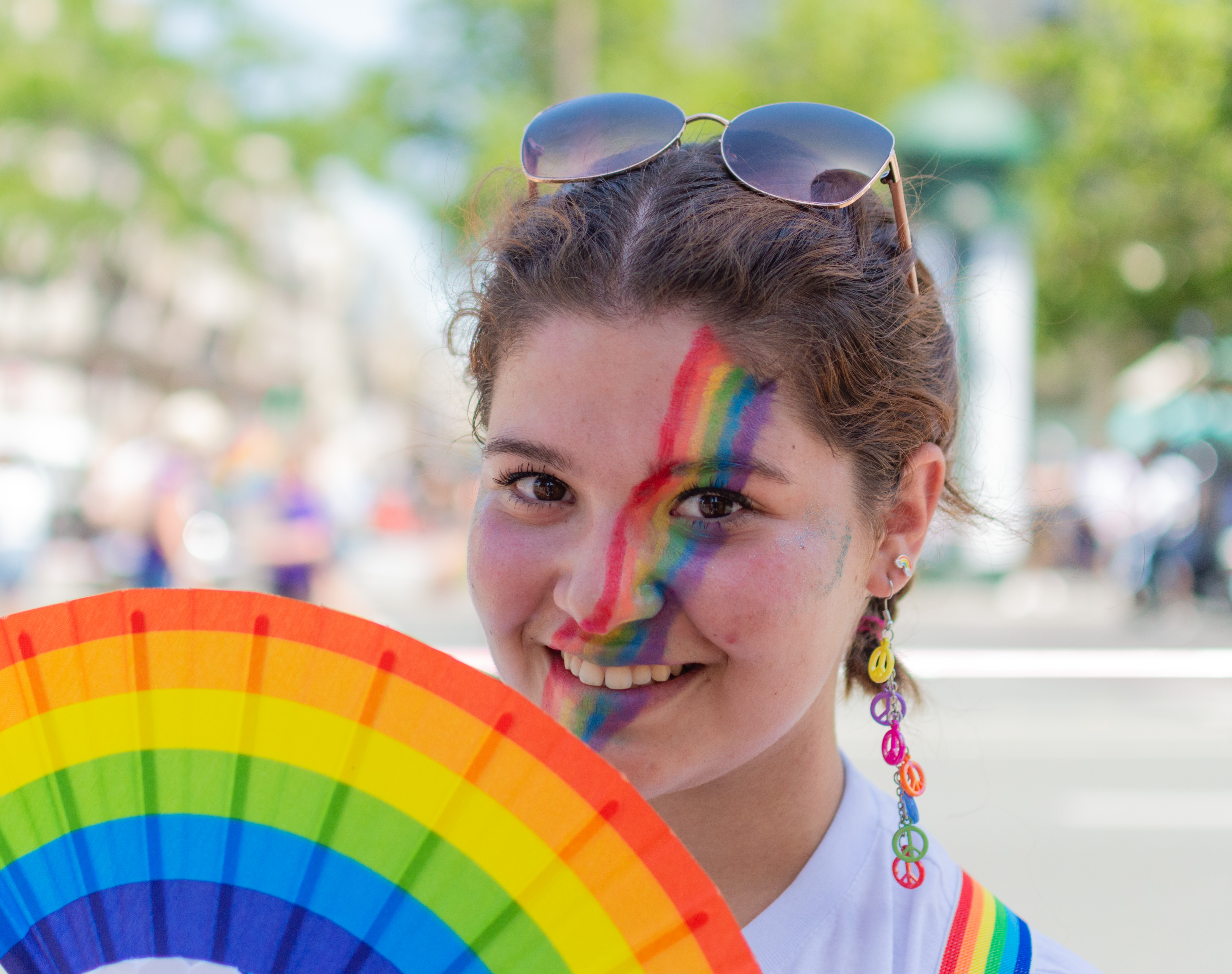
Coline Preher, som spelar Alex Martineau i serien.
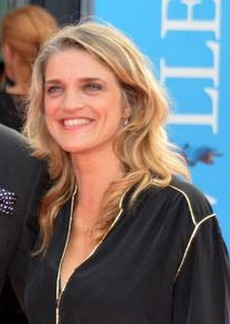
Olivia Côte, som spelar skolsköterska på det lyceum, gymnasium, där seriens studenter går.
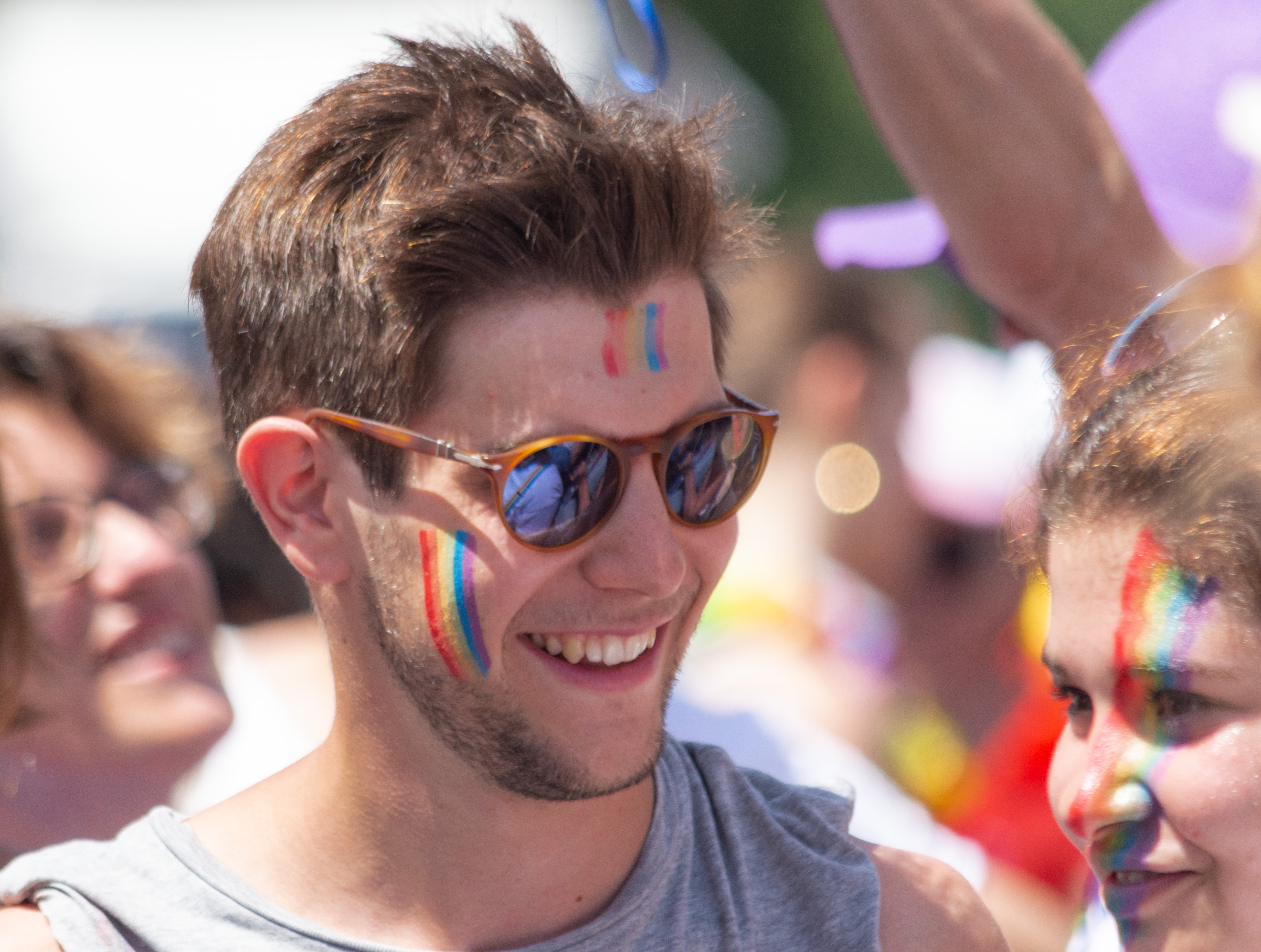
Édouard Eftimaki, som spelar Mickaël Dolleron.
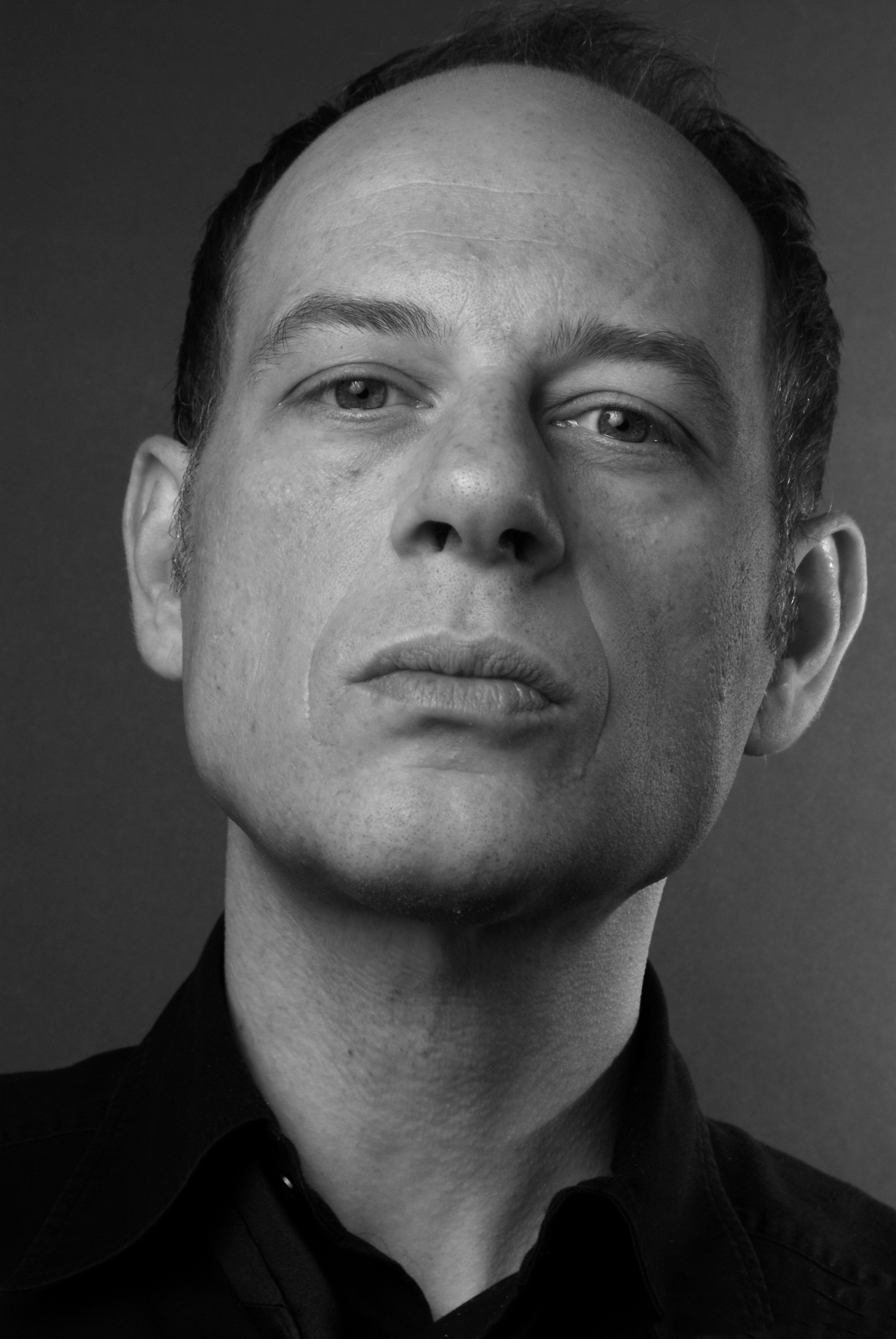
Alain Bouzigues, som spelar rektor på gymnasiet.